# Добровольческая армия США
Добровольческая армия США (United States Volunteers) так же известная как U.S. Volunteers, U. S. Vol. или U.S.V., представляло собой военное формирование из добровольцев (волонтёров), которое существовало отдельно от регулярной армии США. Начиная с 1861 года полки добровольцев часто называются volunteer army of the United States, хотя официально это наименование утверждено только в 1898 году.
В XIX веке правительство США использовало волонтёров для усиления небольшой, лимитированной по размеру регулярной армии, милиции штатов и национальной гвардии. Добровольческая армия стала предшественником «Национальной армии» времён Первой мировой Войны и «Армии Соединенных Штатов» времён Второй Мировой войны, корейской войны и войны во Вьетнаме.
Добровольческая армия существовала только в военное время. В отличие от милиции, которая, согласно Конституции, набиралась и обучалась за счёт штата, офицеры которой назначались губернаторами штатов, и которая не служила дольше девяти месяцев и не направлялась за пределы страны, солдаты добровольческой армии записывались на службу на срок от одного до трёх лет и, между 1794 и 1902 годами, принимали участие в боевых действиях за пределами страны.
Полки и батареи этой армии обычно называются «Добровольческими» или «Волонтерскими» для отличия от частей регулярной армии.

## Мексиканская война
В годы войны с Мексикой регулярная армия насчитывала 4 кавалерийские, 4 артиллерийские и 17 пехотных полков, все остальные части относились к добровольческой армии. Флорида выставила 2 роты добровольцев, Джорджия — полк, два батальона и роту, Индиана — 5 полков, Пенсильвания — 2 полка и т. д.

## Гражданская война
14 апреля 1861 года пал форт Самтер, и уже 15 апреля Линкольн издал прокламацию о наборе 75 000 волонтеров для войны с Югом. «Так было положено начало созданию печально известной 90-дневной милиции — самой неорганизованной и небоеспособной из всех вооруженных формирований гражданской войны». Добровольцы записывались в армию на срок в 90 дней, который истёк как раз к концу первого сражения при Бул-Ране, и страна в критический момент осталась почти без армии. 3 мая 1861 года Линкольн издал новую прокламацию — о наборе дополнительных 42 000 человек сроком на 3 года.
Таким образом, в США временно имелось две армии с параллельной системой званий. Например, Джон Гиббон встретил войну в звании капитана регулярной армии, 2 мая 1862 года получил звание бригадного генерала Добровольческой армии, в сентябре получил временное звание майора регулярной армии за Энтитем, в декабре — временное звание подполковника регулярной армии, в мае 1863 — временное звание полковника, в июне — звание генерал-майора добровольческой армии, а 15 января 1866 года уволился из Добровольческой армии и остался в звании капитана регулярной армии.